# Černý Orel
Černý Orel este o arie protejată (arie specială de conservare — SAC, sit de importanță comunitară — SCI) din Republica Cehă întinsă pe o suprafață de 226,71 ha, integral pe uscat.

## Localizare
Centrul sitului Černý Orel este situat la coordonatele 50°11′53″N 14°44′46″E / 50.198056°N 14.746111°E.

## Înființare
Situl Černý Orel a fost declarat sit de importanță comunitară în aprilie 2005 pentru a proteja 1 specie de animale. Situl a fost protejat și ca arie specială de conservare în iunie 2013.

## Biodiversitate
Situată în ecoregiunea continentală, aria protejată conține 4 habitate naturale: Vegetație psamofilă uscată cu pășuni deschise de Corynephorus și Agrostis, Păduri acidofile de stejar bătrân cu Quercus robur pe câmpii nisipoase, Fânețe de joasă altitudine (Alopecurus pratensis, Sanguisorba officinalis), Păduri de stejar și carpen Galio-Carpinetum.
La baza desemnării sitului se află o specie protejată de  nevertebrate: Phengaris nausithous.